# یوهانس هربرت
یوهانس هربرت (آلمانی: Johannes Herbert; ۲۸ اکتبر ۱۹۱۲ – ۳۰ دسامبر ۱۹۷۸) کشتی‌گیر اهل آلمان بود.